# MultiPlan
Multiplan was een vroeg spreadsheetprogramma, ontwikkeld door Microsoft. Het programma werd geïntroduceerd in 1982, oorspronkelijk voor computers die CP/M draaiden. Later werd het geporteerd naar verschillende andere besturingssystemen, zoals MS-DOS en Xenix. Er waren ook versies beschikbaar voor de Commodore 64 en de Texas Instruments TI-99/4A. Multiplan voor de Apple Apple Macintosh was Microsofts eerste GUI spreadsheet - de andere waren tekst-gebaseerd.
Multiplan werd vele jaren in verkoop overtroffen door Lotus 1-2-3, maar was wel de basis voor Microsoft Excel dat enkele jaren later volgde, zowel voor de Apple Macintosh (1985) als voor Microsoft Windows (1987).